# Woolf (krater)
Woolf är en nedslagskrater med en diameter på 24 kilometer, på planeten Venus. Woolf har fått sitt namn efter den brittiska författarinnan Virginia Woolf.